# Козлов, Сергей Георгиевич
Серге́й Гео́ргиевич Козло́в (род. 14 марта 1955) — российский дипломат. Чрезвычайный и полномочный посол (2018).

## Биография
Окончил МГИМО МИД СССР (1978). На дипломатической работе с 1995 года.
- В 1997—2000 годах — советник Посольства России в Египте.
- В 2002—2005 годах — советник-посланник Посольства России в Саудовской Аравии.
- В 2005—2008 годах — начальник отдела в Департаменте Ближнего Востока и Северной Африки МИД России.
- В 2008—2010 годах — глава Представительства России при Палестинской национальной администрации в г. Рамалла.
- С 18 августа 2010 по 16 августа 2013 года — чрезвычайный и полномочный посол России в Йемене[1][2].
- В 2013—2017 годах — заместитель директора Департамента Ближнего Востока и Северной Африки МИД России.
- С 20 февраля 2017 года — чрезвычайный и полномочный посол России в Саудовской Аравии[3].
- С 20 февраля 2017 по 20 декабря 2018 года — постоянный представитель Российской Федерации при Организации Исламского сотрудничества в г. Джидда (Саудовская Аравия) по совместительству[4][5].

## Дипломатический ранг
- Чрезвычайный и полномочный посланник 1 класса (10 февраля 2012)[6].
- Чрезвычайный и полномочный посол (10 февраля 2018)[7].

## Награды
- Орден Почёта (23 апреля 2025) — за большой вклад в реализацию внешнеполитического курса Российской Федерации и многолетнюю добросовестную дипломатическую службу[8]
- Орден Дружбы (10 февраля 2020) — за большой вклад в реализацию внешнеполитического курса Российской Федерации и многолетнюю плодотворную работу[9]
- Знак отличия «За безупречную службу» XXX лет (23 марта 2015) — За большой вклад в реализации внешнеполитического курса Российской Федерации и многолетнюю добросовестную работу[10]
- Почётная грамота Президента Российской Федерации (29 октября 2024) — за вклад в реализацию внешнеполитического курса Российской Федерации и многолетнюю добросовестную дипломатическую службу[11]

## Семья
Женат, имеет сына и дочь.